# Ungarischsprachige Wikipedia
Die ungarischsprachige Wikipedia (ungarisch Magyar Wikipédia) ist die ungarische Version von Wikipedia.
Sie wurde am 8. Juli 2003 gegründet und hatte im Dezember 2009 mehr als 150.000 Artikel, ebenso viele wie das traditionelle ungarische Lexikon A Pallas nagy lexikona im Jahr 1900.
Im September 2011 erreichte die ungarische Sprachversion 200.000 Artikel, im Mai 2015 waren es 300.000 Artikel, im Dezember 2016 gab es 400.000 Artikel und im Februar 2022 waren es 500.000 Artikel.